# Langechristia speciosa
Langechristia speciosa är en tvåvingeart som beskrevs av Ozerov 1999. Langechristia speciosa ingår i släktet Langechristia och familjen kolvflugor. Inga underarter finns listade i Catalogue of Life.